# Zimna Studnia (potok)
Potok Zimna Studnia – potok w Małych Pieninach, stanowiący lewobrzeżny dopływ Białej Wody. Wypływa spod samego niemal grzbietu Małych Pienin, z wysokości 930 m n.p.m., spomiędzy szczytów Wierchliczki (964 m) i Watrisko (940 m). Ma długość ok. 1,8 km i uchodzi do Białej Wody na wysokości 647 m n.p.m., naprzeciwko charakterystycznej Kornajowskiej Skały o czerwonym zabarwieniu.
Średni spadek potoku wynosi 16,7%. Większa część jego biegu to zalesiony jar na północnych zboczach grzbietu Małych Pienin, jedynie dolna część płynie odkrytym, trawiastym zboczem, na którym prowadzony jest kulturowy wypas. Dawniej cała zlewnia Potoku Zimna Studnia znajdowała się na terenie wsi Biała Woda, obecnie już nieistniejącej (mieszkańców wysiedlono w ramach Akcji „Wisła”, a wieś spalono). Obecnie potok znajduje się w granicach wsi Jaworki w województwie małopolskim, w powiecie nowotarskim, w gminie Szczawnica.
Potok tuż przed jego ujściem przecina droga biegnąca wzdłuż potoku Biała Woda.